# صهريج باب الحكم
صهريج باب الحكم (بالفارسية: آب‌انبار باب‌الحکم) هو صهريج تاريخي يعود إلى عصر الدولة الصفوية، ويقع في مقاطعة بردسكن، قرية باب الحكم. وتم تسجيل هذا الصهريج في 24 مايو 2007 مع رقم تسجيل 19199 باعتباره أحد التراث الوطني الإيراني.